# Bandiera della California
La bandiera della California è costituita da uno sfondo bianco con una banda rossa in basso, con al centro un orso grigio rappresentante la forza, che si volta verso una stella rossa a cinque punte in alto a sinistra. La bandiera è apparsa per la prima volta il 14 giugno 1846 come bandiera della Repubblica della California durante la Bear Flag Revolt, mentre la versione moderna è stata invece adottata nel 1911. 

## Bandiera attuale

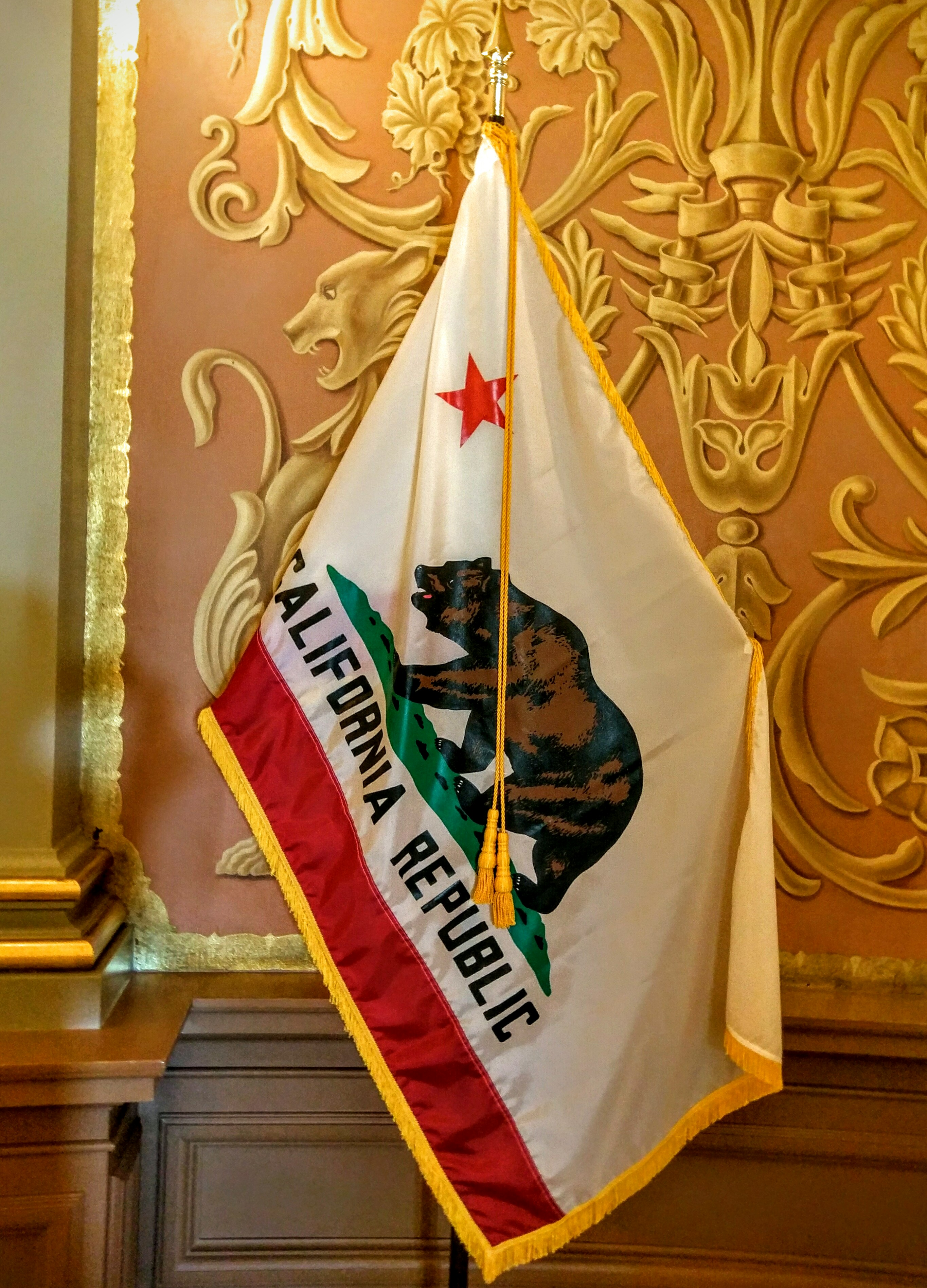
La bandiera esposta presso il Campidoglio dello Stato della California.

### Design

Caratteristiche per la bandiera della California
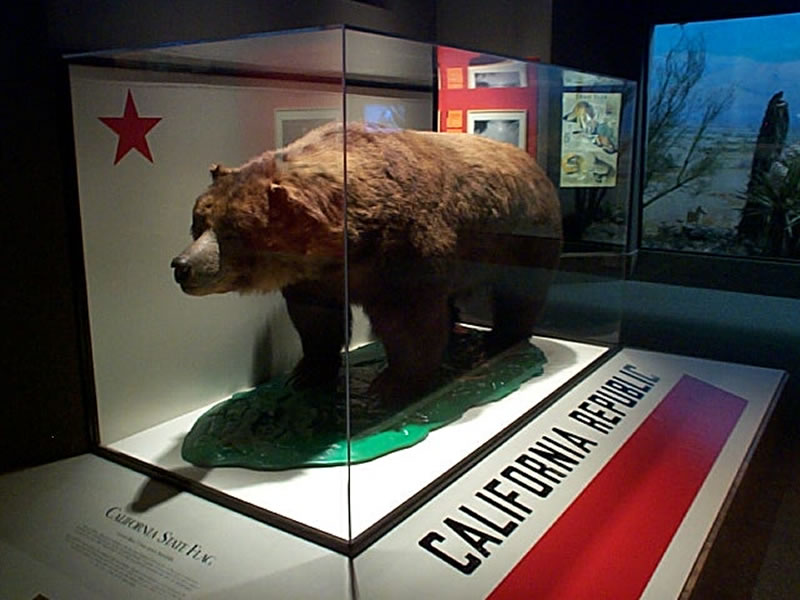
"Monarch" l'orso
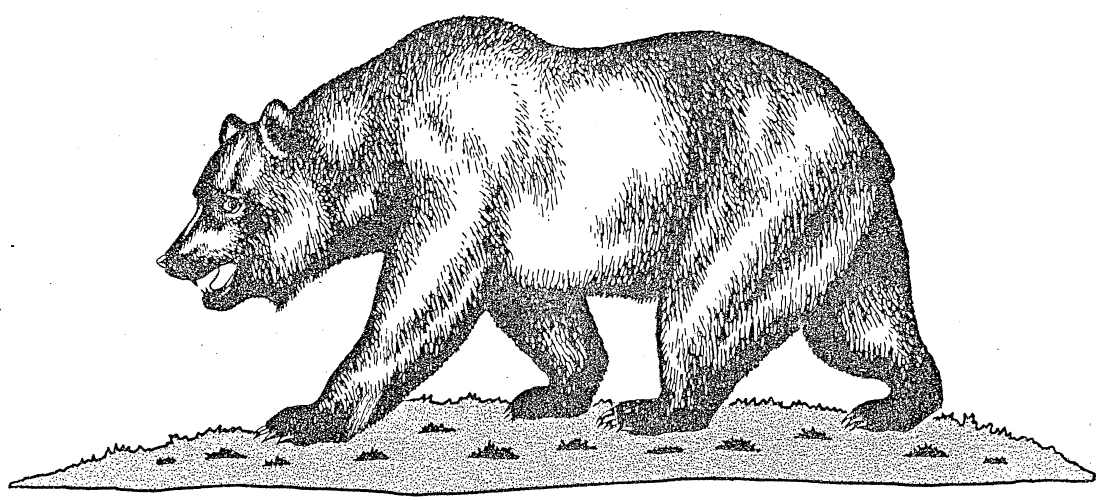
Versione ufficiale definitiva dell'orso

La prima versione ufficiale della Bandiera dell'Orso è stata adottata dal Legislatura statale della California e promulgata in legge dal Governatore Hiram Johnson nel 1911 come bandiera ufficiale dello stato.
La bandiera contemporanea dello stato è bianca con una larga striscia rossa nella parte inferiore. C'è una stella rossa nell'angolo in alto a sinistra e un orso grizzly rivolto a sinistra (verso l'asta) al centro, che cammina su un prato verde. Le dimensioni dell'orso sono 2/3 della larghezza dell'asta e hanno un rapporto di 2 a 1. Il prato ha un rapporto di 11 a 1. La stella a cinque punte è tratta dalla Bandiera della Solitaria Stella della California del 1836. Il lato dell'asta della bandiera è lungo due terzi della lunghezza del lato della bandiera esposta.
Si sostiene che l'orso presente in una versione del 1911 della bandiera sia stato modellato sull'ultimo orso grizzly della California in cattività. L'orso, chiamato "Monarch", è stato catturato nel 1889 dal giornalista Allan Kelly, su richiesta di William Randolph Hearst. Successivamente, l'orso fu trasferito al Woodwards Gardens di San Francisco, e poi allo zoo del Golden Gate Park. Dopo la morte dell'orso nel 1911, fu imbalsamato e conservato all'Accademia delle Scienze nel Golden Gate Park.
Mentre la bandiera dell'orso fu adottata nel 1911, fino al 1953 l'immagine dell'orso variava a seconda del produttore della bandiera, e fu infine standardizzata basandosi su un'immagine di Monarch. Nel 1953 l'immagine dell'orso fu standardizzata basandosi su un'acquerello del 1855 di Charles Christian Nahl. La legge del 1953 include una rappresentazione ufficiale dell'orso in bianco e nero, così come il disegno del prato verde e delle ciuffi marroni. Questo disegno e altre specifiche che definiscono i colori e le dimensioni della bandiera sono identificati come "54-J-03".
La bandiera della California è una delle due bandiere degli Stati Uniti che raffigurano un orso, l'altra è quella del Missouri.
Nel 2001, l'North American Vexillological Association ha effettuato un sondaggio tra i suoi membri sui design delle 72 bandiere degli Stati Uniti, dei territori statunitensi e delle province canadesi, e ha classificato la bandiera della California al 13º posto.

## Bandiere storiche

Bandiera della Repubblica della California (14 giugno 1846 - 9 luglio 1846)